# Lebowski Fest

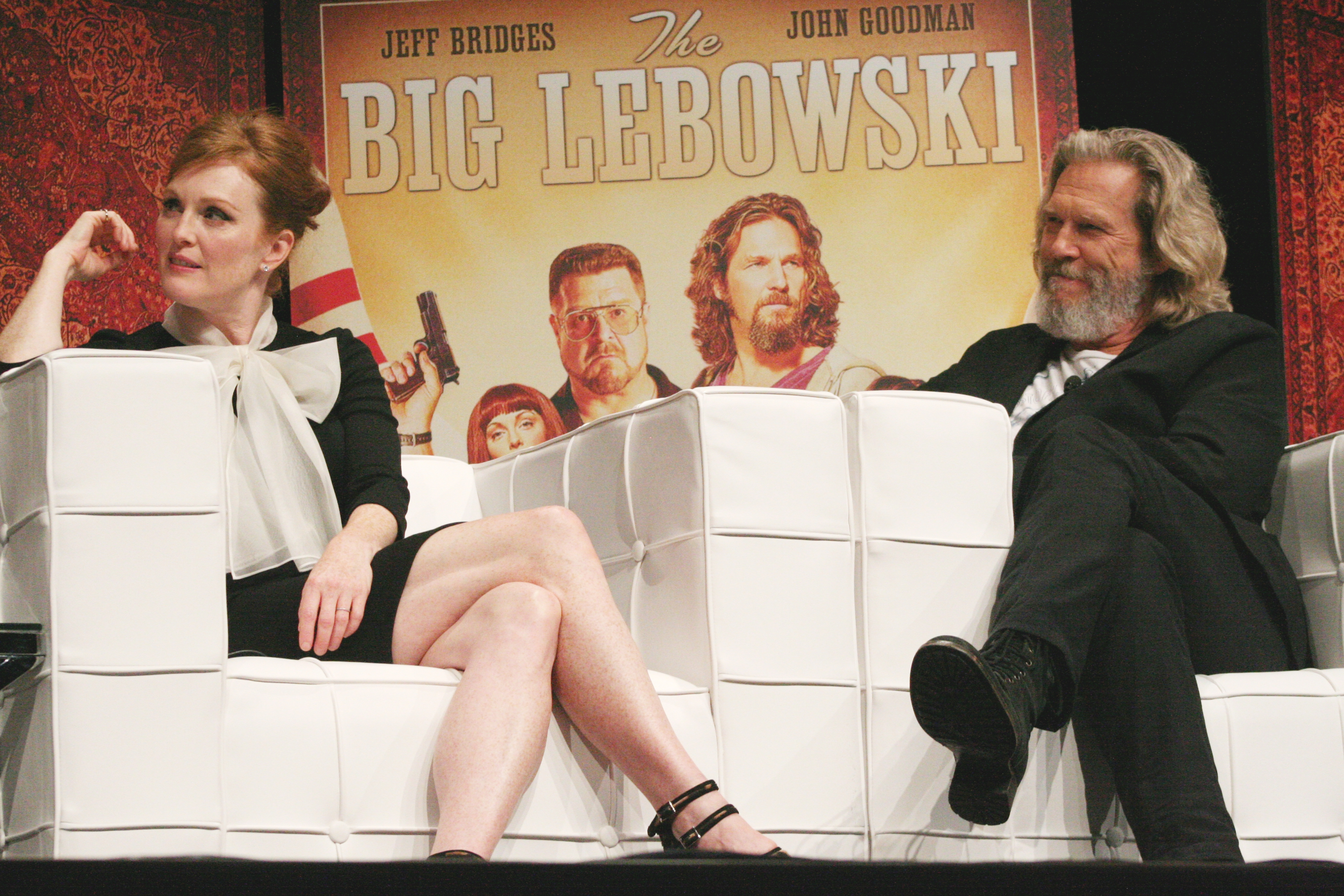
Los miembros del reparto de The Big Lebowski Julianne Moore y Jeff Bridges en el Lebowski Fest 2011.

El Lebowski Fest es un festival cinematográfico creado en el año 2002 en Louisville, Kentucky, en honor a la película de culto El gran Lebowski de los hermanos Coen. Cientos de fans acuden cada año con el fin de celebrar su interés común por el film, el cual es proyectado al comienzo de cada festival. El Lebowski Fest transcurre durante un fin de semana y su principal evento consiste en una competición de bolos nocturna. Además, se desarrollan diversas actividades, tales como concursos de disfraces, trivias y actuaciones musicales.
La idea del festival surgió en una convención de tatuajes y piercings en Louisville. Con el fin de entretenerse, sus fundadores pasaron el día repitiendo algunos de los diálogos y frases más célebres de El gran Lebowski. El resto de vendedores de la exposición comenzó a aproximarse y a formar parte del juego que acababan de inventar. En aquel momento se les ocurrió que si se creaban convenciones de tatuajes, piercings y mil asuntos más, por qué no podía existir una para amantes y entusiastas de la película. 
Numerosas celebridades del mundo del cine han asistido a algunos de los acontecimientos de este festival, incluyendo al protagonista del film, Jeff Bridges, que estuvo presente en el evento organizado en Los Ángeles. A pesar de su corta edad, el festival ha tenido lugar en diversas ciudades estadounidenses tales como Louisville, Nueva York, Las Vegas, Los Ángeles, Austin, Seattle, Chicago, San Francisco, Portland y Boston.
Los organizadores del Lebowski Fest: Bill Green (también diseñador gráfico), Scott Shuffitt, Ben Peskoe, y Will Russell han publicado numerosos libros acerca de la película, además de un documental sobre el Festival titulado Over the Line at Lebowski Fest. El equivalente británico al Lebowski Fest, inspirado por la versión americana del mismo, tiene lugar en Londres y es también conocido como The Dude Abides.